# Director X
Director X, pseudonimo di Julien Christian Lutz (31 ottobre 1975), è un regista canadese ampiamente conosciuto come un prolifico regista di video musicali, avendone diretti oltre cento. Ha anche diretto lungometraggi e serie televisive.

## Biografia
Lutz è nato e cresciuto nella Grande Toronto, principalmente a Brampton e nei dintorni, ed è di origini trinidadiane e svizzere.

### Primi lavori
Lutz ha iniziato la sua carriera lavorando a diverse produzioni; fra queste, è stato consulente visivo per il film Belly di Hype Williams del 1998. Lutz avrebbe dovuto dirigere il film horror Razorwire, ma il film non è mai entrato in fase di produzione.

### Video musicali
Dopo aver lavorato a molti dei suoi progetti, Lutz è diventato un "protetto" di Hype Williams. Dalla fine degli anni '90, Lutz ha diretto dozzine di videoclip per artisti musicali ed è stato notato per i tratti visivamente distintivi dei singoli di successo. Fra le sue produzioni, si annoverano videoclip per The Wanted, R. Kelly, Usher, Kanye West, Jay- Z, Korn, David Guetta, Nelly Furtado, Sean Paul, Justin Bieber, Drake, Nicki Minaj, TI, Little Mix, Rihanna, Union J, Fifth Harmony, Miguel, One Direction, Zayn Malik e Iggy Azalea.
Nel 2004, Lutz è apparso nel film documentario di Mya Baker intitolato Silence: In Search of Black Female Sexuality in America.
Nel 2015 Lutz ha fondato la propria società di produzione, Popp Rok, a Toronto.
Nel 2017 è apparso nell'episodio 7 della 23ma edizione di America's Next Top Model, "X Marks The Spot", come regista di un video musicale a tema "Gypsy-Sports".

### Lungometraggi

#### Across the Line
Oltre alla regia di video musicali, Lutz ha diretto tre lungometraggi e un film per la televisione. Ha esordito alla regia nel 2015 con Across the Line: il film (originalmente intitolato Undone) è interpretato da Stephan James e la trama è stata ispirata dalle rivolte razziali della Cole Harbour District High School del 1989.
Across the Line è stato ambientato e girato in Nuova Scozia. La prima proiezione è avvenuta il 19 settembre 2015 all'Atlantic Film Festival, dove ha vinto il premio come "Miglior lungometraggio". Il film è uscito limitatamente nell'area della Columbia Britannica e in Ontario l'8 aprile 2016, con successive proiezioni in varie città canadesi durante il mese.
Il National Post ha valutato il film a 2,5/4 stelle, osservando che l'incrollabile attenzione della storia ai temi razziali era "a scapito della profondità e del realismo del film", ma notando anche che il regista Director X "fa sembrare facile il passaggio dai videoclip alla realizzazione di lungometraggi".
Nel 2017, il film è stato oggetto di un episodio di The Filmmakers, la serie di web talk della CBC sui film canadesi.

#### Center Stage: On Pointe
Nel 2016 Lutz ha diretto il film drammatico per la televisione Center Stage: On Pointe, interpretato da Nicole Muñoz, Barton Cowperthwaite, Maude Green, Chloe Lukasiak, Kenny Wormald e Peter Gallagher. È stato presentato in anteprima su Lifetime il 25 giugno 2016. Il DVD ufficiale è uscito il 6 settembre 2016.
Il film è il terzo capitolo della serie di Center Stage, dopo la pellicola del 2000 Il ritmo del successo e il suo sequel, Center Stage: Turn It Up. La critica di Variety Sonia Saraiya ha descritto il film di Lutz come una produzione del tutto inferiore all'originale Center Stage, anche se si è complimentata per lo stile della regia, osservando che "sebbene sia frustrante che il film sembri come una quindicina di video musicali a basso budget messi insieme, il ballare in quei segmenti e il modo in cui è girato sono le parti migliori del film".

#### Superfly
Nel 2018 Lutz ha diretto Superfly, un remake dell'omonimo film blaxploitation del 1972. Superfly è stato presentato negli Stati Uniti il 13 giugno 2018 e ha ricevuto recensioni contrastanti da parte della critica. Sul sito web dell'aggregatore di recensioni Rotten Tomatoes, detiene un indice di gradimento del 51% basato su 73 recensioni e un punteggio medio di 5,4/10. Owen Gleiberman di Variety ha scritto che la pellicola è "girata in un modo funzionale e compatto, che è meno sensualmente elegante di quanto ci si aspetterebbe da un autore di video musicali". Ciononostante, ha aggiunto che "il film è un thriller di droga competente ma patinato ed ermetico."

## Filmografia

### Serie televisive
- 2020: October Faction

### Lungometraggi
- Across the Line (2015)
- Center Stage: On Pointe (2016)
- Superfly (2018)

### Video musicali
2022
- Future con Drake e Tems - "Wait for U"
- Black Eyed Peas, Shakira e David Guetta - "Don't You Worry"
- Drake - "Falling Back"

2021
- Rosalía con The Weeknd - "La Fama"

2020
- Ariana Grande - "34+35"
- Demi Lovato - "Commandel in Chief"
- Future con Drake - "Life is Good"
- Lil Yachty e DaBaby con Drake - "Oprah's Bank Account"
- DJ Khaled con Drake - "Popstar"
- Black Eyed Peas, Ozuna e J. Rey Soul - "Mamacita"

2019
- Khalid - "Right Back"
- Rosalía e J Balvin con El Guincho - "Con Altura"

2018
- French Montana - "Famous"

2017
- Miguel con Travis Scott - "Sky Walker"
- Bebe Rexha con Lil Wayne - "The Way I Are (Dance with Somebody)"
- Little Mix - "Touch"
- DJ Snake con Jeremih, Young Thug e Swizz Beatz - "The Half"

2016
- Zayn - "Like I Would"
- Rihanna con Drake - "Work"
- Fifth Harmony con Ty Dolla Sign - "Work from Home"
- Little Mix con Sean Paul - "Hair"
- Fifth Harmony con Fetty Wap - "All in My Head (Flex)"

2015
- Drake - "Hotline Bling"
- Iggy Azalea con Jennifer Hudson - "Trouble"
- Flo Rida con Robin Thicke e Verdine White - "I Don't Like It, I Love It"
- Jamie Foxx con Chris Brown - "You Changed Me"
- Kendrick Lamar - "King Kunta"
- Little Mix - "Black Magic"

2014
- Union J - "Tonight (We Live Forever)"
- DJ Cassidy con R. Kelly - "Make the World Go Round"
- Jennifer Hudson con Timbaland - "Walk It Out"
- DJ Cassidy con Robin Thicke e Jessie J - "Calling All Hearts"
- Iggy Azalea con Charli XCX - "Fancy"
- T.I. con Iggy Azalea - "No Mediocre"
- Iggy Azalea con Rita Ora - "Black Widow"
- Wiz Khalifa - "Stayin Out All Night"

2013
- Drake - "Worst Behavior"
- Busta Rhymes - " Twerk It "
- The-Dream - "IV Play"
- Ciara - " Body Party "
- Angel - " The World "
- Drake - "Started from the Bottom"
- Little Mix - "Little Me"

2012
- R. Kelly - " Share My Love "
- Drake - "HYFR"
- Shanell con Lil Wayne e Drake - "So Good/6 AM"
- Nelly Furtado - "Bog Hoops (Bigger the Better)"
- The Wanted - "Chasing The Sun"
- Justin Bieber - "Boyfriend"
- 2 Chainz con Drake - "No Lie"
- Rick Ross con Wale e Drake - "Diced Pineapples"
- Manika - "Good Girls"

2011
- Karl Wolf con Kardinal Offishall - "Ghetto Love"
- Mohombi con Nicole Scherzinger - "Coconut Tree"
- The Wanted - "Glad You Came"
- The Wanted - "Warzone"

2010
- Street Pharmacy - "Stone Bricks And Mortar"
- Sean Kingston - "Letting Go (Dutty Love)"
- Nicki Minaj - "Your Love"
- The-Dream - "Love King"

2009
- Birdman con Lil Wayne, Rick Ross e Young Jeezy - "Always Strapped"
- K-os con Saukrates e Nelly Furtado - "I Wish I Knew Natalie Portman"
- K-os - "Robot Kid"
- Sean Paul - "Now The I've Got Your Love"
- Nelly Furtado - "Más"
- Sean Paul - "Hold My Hand"
- David Guetta con Estelle - "One Love"
- Nelly Furtado - "Manos al Aire"
- Estelle con Sean Paul - "Come Over"

2008
- Brandy - " Right Here (Departed) "
- Common - " Universal Mind Control " (versione originale)
- Deborah Cox - "Beautiful U R"

2007
- R. Kelly con Usher - "Same Girl"
- Chrisette Michele - "Be OK"
- Trey Songz - "Wonder Woman"
- Baby Bash con Sean Kingston - "What Is It"

2006
- Sean Paul con Keyshia Cole - "Give It Up to Me"
- Korn - "Undone"
- Keshia Chanté - "Been Gone"
- Nelly Furtado con Timbaland - "Promiscuous"
- The Game - "Let's Ride"
- Xzibit - "Concentrate"
- Cassie - "Me & U" (versione originale)

2005
- Usher - Rhythm City Volume One: Caught Up (cortometraggio di 20 minuti)
- Sean Paul - " Temperature "
- Ludacris - "Pimpin' All Over the World"
- David Banner - "Play"
- Rico Love - "Settle Down"
- Rihanna - "Pon de Replay"
- Ray J - "One Wish"
- R. Kelly - "Happy People"
- R. Kelly - "U Saved Me" (diretto col suo vero nome)
- Ying Yang Twins - "Wait (The Whisper Song)"
- Usher - "Caught Up"

2004
- Lloyd Banks con Avant - "Karma"
- Mario - "Let Me Love You"
- Kanye West - "The New Workout Plan"
- Keshia Chanté - "Does He Love Me?"
- Nelly con Christina Aguilera - "Tilt Ya Head Back"
- Akon - "Ghetto"
- Usher con Ludacris e Lil Jon - "Yeah"

2003
- Clipse con Faith Evans - "Ma, I Don't Love Her"
- G-Unit - "Poppin' Them Thangs"
- Ginuwine - "There It Is"
- Keshia Chanté - "Bad Boy"
- Sean Paul con Sasha - "I'm Still In Love With You"
- Timbaland con Missy Elliott e Magoo - "Cop That Disk"
- Loon - "How You Want That"
- John Mayer - " Clarity "
- Sean Paul - " Get Busy "
- Kelis - " Trick Me "
- Jay-Z con The Neptunes - "Excuse Me Miss"
- Melanie Durrant con Common - "Where I'm Goin'"
- Daniel Bedingfield - "Gotta get Thru This"

2002
- Aaliyah - "I Care 4 U"
- Craig David - "What's Your Flava?"
- Sean Paul - "Gimme the Light"
- Benzino - "Rock The Party"
- Tweet - "Boogie / Smoking Cigarettes" (inedito)
- Nelly - "Hot in Herre"
- Eve con Alicia Keys - "Gangsta Lovin'"
- Alicia Keys - " How Come U Don't Call me Anymore? "
- Donell Jones con Styles P - "Put Me Down"
- Usher - " U Don't Have to Call "

2001
- Destiny's Child con Missy Elliott - "Bootylicious" (Rockwilder Remix)
- 112 - "Peaches and Cream"
- Fabolous con Nate Dogg - "Can't Deny It"
- Foxy Brown - "BK Anthem"
- Foxy Brown con Spragga Benz - "Oh Yeah"
- Jadakiss - "Knock Yourself Out"
- Usher - " U Got It Bad "
- R. Kelly con Jay Z - "Fiesta" (Remix)
- Kardinal Offishhall - "Ol' Time Killin'"

2000
- Reflection Eternal con Vinia Mojica - "The Blast"
- Mystikal con Pharrell - "Shake Ya Ass"
- Mystikal featuring Nivea - "Danger (Been So Long)"
- Ice Cube con Krayzie Bone - "Until We Rich" (co-diretto con Cameron Casey)
- Ghostface Killah con Madam Majestic e U-God - "Cherchez La Ghost"
- Donell Jones - "Where I Wanna Be"
- Beanie Sigel con Eve - "Remember Them Days"
- Sisqó con Foxy Brown - "Thong Song" (Remix)
- Aaliyah con DMX - "Come Back in One Piece"

1999
- Case - "Happily Ever After"
- Choclair - "Let's Ride"
- Chris Rock - " No Sex (In the Champagne Room) "
- Terry Dexter - "Better Than Me"
- DMX - "What's My Name?"
- Eric Benét con Faith Evans - "Georgy Porgy"
- Marvelous 3 - "Freak of the Week"
- Mystikal con Outkast - "Neck Uv Da Woods"
- Ice Cube con Mack 10 e Ms. Toi - " You Can Do It " (co-diretto con Cameron Casey)

1998
- NORE con Big Pun, Nature, Cam'ron, Jadakiss e Styles P - " Banned from T.V. "
- Made Men con The LOX - "Tommy's Theme"
- Onyx con 50 Cent, Bonifucco, Still Livin' e X1 - "React"
- Onice - "Broke Willies"
- Rascalz - "Northern Touch"
- Redman - "I'll Bee Dat!"
- Maestro - "Stick to Your Vision"
- Ghetto Concept - "Crazy World"
- Glenn Lewis - "Bout Your Love"
- Total - "Sittin' Home"
- EPMD - "Richter Scale"

### Spot pubblicitari
- 2008 - Spot McCafe "Kiss" - McDonald's
- 2010 - Yeo Boyz - Yeo Valley Organic
- 2018 - Gap